# باول جونسون (لاعب هوكي الجليد)
باول جونسون (بالإنجليزية: Paul Johnson)‏ هو لاعب هوكي الجليد أمريكي، ولد في 18 مايو 1936 في ويست سانت بول في الولايات المتحدة، وتوفي في 17 يوليو 2016.

## وصلات خارجية
- بول جونسون على موقع EliteProspects.com (الإنجليزية)
- بول جونسون على موقع HockeyDB.com (الإنجليزية)
- بول جونسون على موقع اللجنة الأولمبية الدولية (الإنجليزية)
- بول جونسون على موقع أوليمبيديا (الإنجليزية)